# Les Moussières
Les Moussières is een gemeente in het Franse departement Jura (regio Bourgogne-Franche-Comté) en telt 187 inwoners (2004). De plaats maakt deel uit van het arrondissement Saint-Claude.

## Geografie
De oppervlakte van Les Moussières bedraagt 17,2 km², de bevolkingsdichtheid is 10,9 inwoners per km².

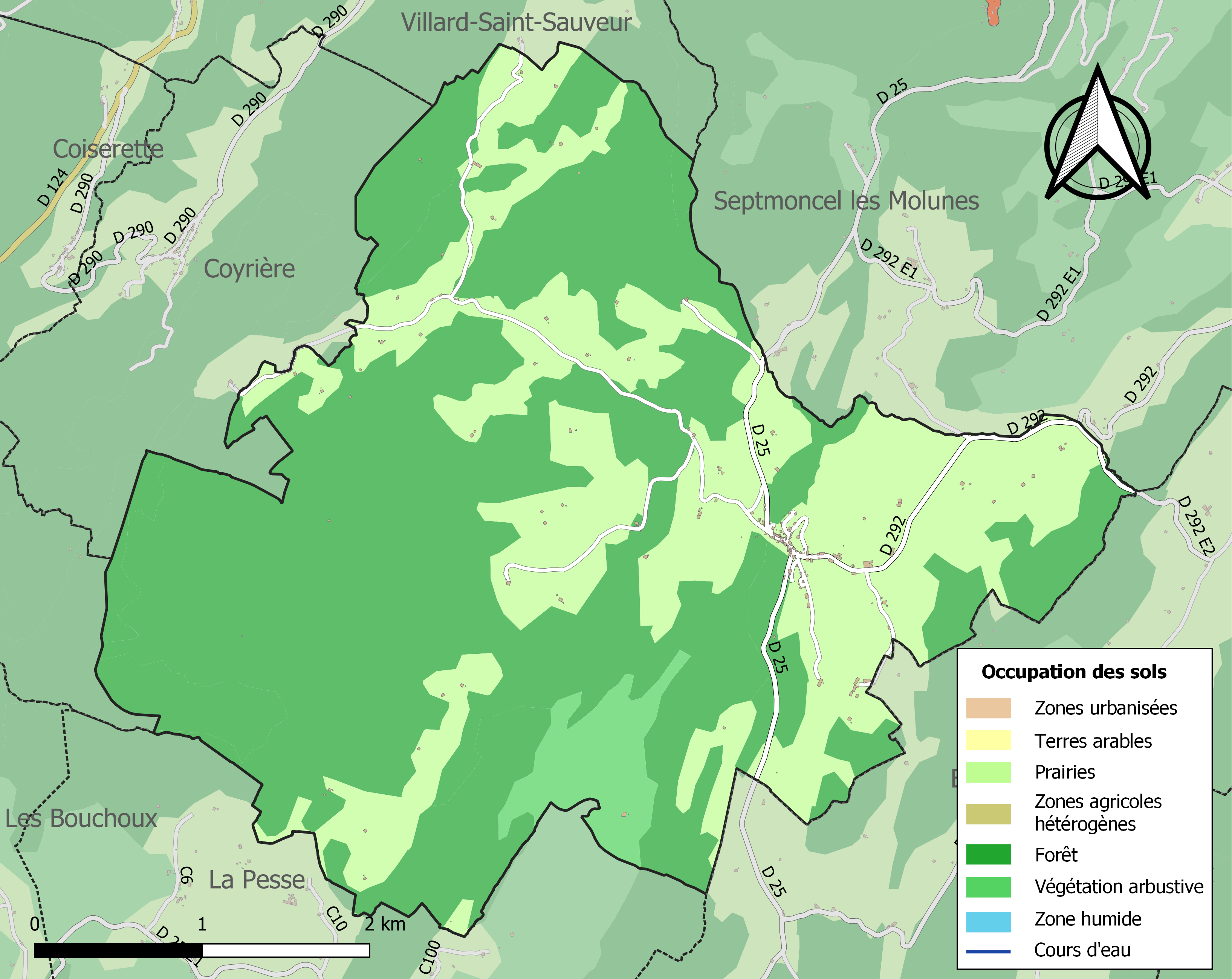
Kaart van de gemeente met de belangrijkste infrastructuur, bodemgebruik en omliggende gemeenten

## Demografie
Onderstaande figuur toont het verloop van het inwonertal (bron: INSEE-tellingen).